# Dionisio Martín Zanca
Dionisio Martín Zanca (Burganes de Valverde, Zamora, 1952-Salamanca, 5 de septiembre de 2021) fue un biólogo, científico e investigador español. Destacó por sus investigaciones que permitieron la identificación de los oncogenes.

## Biografía
Nació en la localidad zamorana de Burganes de Valverde y estudió en el colegio Corazón de María de Zamora. Tras realizar la licenciatura y el doctorado en el departamento de Microbiología de la Universidad de Salamanca, se trasladó a Nueva Jersey (Estados Unidos) donde realizó una beca postdoctoral en el Instituto Roche de Biología Molecular.   
Trabajó junto al grupo liderado por el bioquímico Mariano Barbacid (1983-1989). Primero en los Insttutos Nacionales de Salud de Bethesda (1983), y después en Frederick, Maryland (1984-1989). Fruto de esa colaboración fue el descubrimiento del Gen NTRK1, base de una serie de fármacos producidos por la empresa farmacéutica estadounidense Loxo Pharma, que fue posteriormente adquirida por Lilly and Comp. por 9000 millones de dólares (2019). Así mismo, tuvo un papel determinante en su investigación sobre el cáncer, gracias a la creación de un modelo experimental que permitió estudiar la función de un gen supresor (p53) de gran relevancia en el control del ciclo celular, la apoptosis y la angiogénesis celular. Ambas investigaciones figuran como sus mayores aportaciones a la ciencia.  
En 1989, se trasladó a Salamanca, donde residió el resto de su vida. En 1991, comenzó a dirigir su propio grupo de investigación, en el Instituto de Microbiología Bioquímica (CSIC) de la Universidad de Salamanca, centrándose en la regulación de la expresión de genes Trk y la participación de receptores de la familia Trk en procesos de desarrollo y diferenciación neuronales, así como en procesos tumorales.
Para Martín Zanca, no existía conflicto entre ciencia y creencia, porque se trata de esferas diferentes. «Una persona puede creer en la otra vida y, al mismo tiempo, ser muy racional en su trabajo».
Dionisio Martín falleció en la capital salmantina el 5 de septiembre de 2021, a los 68 años.

## Premios
- “Premio Nacional de Investigación Excelentísima Diputación Provincial de Zamora” por su trabajo sobre “Genética molecular en medicina” (2007).[6]
- “Premio Severo Ochoa” de Investigación Biomédica (1993).[4]